# Lainey Wilson
Lainey Denay Wilson (19 de mayo de 1992) es una cantautora de música country estadounidense. Actuó desde una edad temprana, antes de ir a Nashville, Tennessee, para seguir una carrera como artista country. En 2014, lanzó su primer álbum, seguido de un segundo en el sello Lone Chief en 2016. En 2019 consiguió un contrato de publicación y luego lanzó una obra extendida (EP), que incluía la canción “Things a Man Oughta Know”. En 2020, se publicó como sencillo a través de BBR Music Group y finalmente alcanzó el número uno en la lista de canciones country estadounidenses.

## Primeros años de vida
Se crio en Baskin, Luisiana. Su padre, Brian, era agricultor, mientras que su madre, Michelle, era maestra de escuela. Se interesó por la música a una edad temprana. Su padre le enseñó un par de acordes y pronto empezó a escribir canciones cuando era preadolescente. En 2006, lanzó una obra extendida (EP) en Myspace titulada Country Girls Rule . En la escuela secundaria, aceptó un trabajo haciéndose pasar por Hannah Montana. A menudo reservando sus propios espectáculos, actuó como Hannah Montana en fiestas de cumpleaños, ferias y festivales en Luisiana, Misisipi y Arkansas, e incluso una vez actuó para pacientes con cáncer infantil en el St. Jude Children's Research Hospital.

## Carrera

### 2011-2018: primeros años en Nashville y lanzamientos independientes
Terminó la escuela secundaria y se mudó a Nashville, Tennessee en agosto de 2011. Primero vivió en una casa rodante afuera de un estudio de grabación en Nashville. El dueño del estudio pagó el agua y la electricidad para ayudar a llegar a fin de mes. Durante varios años, tocó en una variedad de pequeños espectáculos y trabajó en su composición. En 2014, lanzó un álbum homónimo en el sello Cupit. Le siguió en 2016 su segundo álbum Tougher . El disco fue lanzado en el sello Lone Chief. El proyecto obtuvo una audiencia y se ubicó en la lista Billboard Top Country Albums en 2016. En 2018, lanzó su segundo EP, una colección homónima que se autoeditó. Esto llevó a Wilson a firmar un contrato de publicación con SONY/ATV en 2018. El mismo año, también firmó un contrato de gestión. 

### 2019-presente: gran éxito con “Things a Man Oughta Know”
En 2018, Wilson firmó un contrato de grabación con un sello importante con BBR Music Group. Su primer lanzamiento en un sello importante fue su tercer EP Redneck Hollywood (2019). Su primer sencillo de sello importante también se lanzó en 2019 llamado "Dirty Looks". Off the Record UK elogió el EP, destacando la composición de Wilson y la producción del productor Jay Joyce . La publicación concluyó diciendo: "El EP es crudo y real, impulsando el género de la música country más que nunca y devolviéndolo a lo tradicional sin dejar de reinventarlo en su entorno moderno". Luego, Wilson recibió la atención de Country Music Television, quienes la incluyeron en su clase "Listen Up" de 2019 y en su gira "2019 CMT Next Women of Country". También realizó una gira con Morgan Wallen en 2019. Durante este mismo período, varias de sus canciones aparecieron en el programa Yellowstone de Paramount Network.
En agosto de 2020, el sello BBR emitió el próximo sencillo de Wilson en la radio titulado " Things a Man Oughta Know ". La pista ganó mucha atención de los medios de sitios como Apple Music, iHeart Radio, Spotify y Pandora. Para 2021, "Things a Man Oughta Know" se convirtió en su primer sencillo, alcanzando el número uno en la lista Billboard Country Airplay y el número tres en la lista Country Songs. Se incluyó en su tercer álbum de estudio Sayin 'What I'm Thinkin' (2021). El disco fue su primera colección de álbumes de larga duración publicados en el sello BBR y contenía 12 pistas. Fue el segundo en llegar a la lista de álbumes country de Billboard, alcanzando el puesto 40. El disco recibió críticas positivas. "Más allá de escribir y grabar canciones que satisfagan a los fanáticos de la música country, logra presentarse por completo a través de la música", concluyó Billy Dukes de Taste of Country.
Wilson apareció como actriz secundaria en “Back in the Saddle Tour” de Jason Aldean en 2021. En 2021, Wilson colaboró con Cole Swindell en su sencillo " Never Say Never". El dúo fue lanzado como el segundo sencillo del cuarto álbum de estudio de Swindell, Stereotype, y se convirtió en el segundo sencillo de Wilson en encabezar la lista de países de Billboard. Le siguió su sencillo en solitario de 2022 titulado " Heart Like a Truck ", luego el álbum Bell Bottom Country. Wilson recibió seis nominaciones principales en la 56.ª edición de los premios anuales de la Asociación de Música Country, convirtiéndose en la cuarta artista en recibir seis o más nominaciones como nominado por primera vez. Wilson también se unió al elenco de Yellowstone en 2022.

## Estilo e influencias musicales
El estilo musical de Wilson tiene sus raíces en la música country, pero también incorpora elementos de pop, rock sureño, country contemporáneo y country clásico. Al describir su estilo, Mark Deming de AllMusic comentó: "La voz de Wilson es clara y fuerte, con un acento sureño sin disculpas, y sus canciones son un country contemporáneo duro, pero sincero con un toque que tiene sus raíces en el rock sureño vintage y el rock clásico. así como una pizca de pop moderno". Al describir su propio estilo musical, Wilson lo caracterizó como "country de campana", que Taste of Country llamó "un cruce entre la escucha fácil y las verdades duras". Wilson ha sido fuertemente influenciado por Dolly Parton, rindiéndole homenaje en la canción compuesta por él mismo "WWDD" (What Would Dolly Do). También reconoce a Lee Ann Womack como una influencia en su carrera y su música.

## Discografía
Álbumes de estudio
- Lainey Wilson (2014)[6]
- tougher (2016)
- Sayin' What I'm Thinkin' (2021)
- Bell Bottom Country (2022)

## Filmografía
| Título      | Año  | Role | notas       |        |
| ----------- | ---- | ---- | ----------- | ------ |
| Yellowstone | 2022 | abby | Temporada 5 | [ 23 ] |